# Bombus morawitzi
Bombus morawitzi är en biart som beskrevs av Oktawiusz Radoszkowski 1876.
Arten ingår i släktet humlor och familjen långtungebin. Inga underarter finns listade. Arten lever i den palearktiska regionen.

## Beskrivning och ekologi
Bombus morawitzi är en eldröd humla som lever i alpin miljö, typiskt på höjder mellan 3 700 och 3 900 m.

## Utbredning
Utbredningsområdet omfattar Kazakstan, Uzbekistan, Afghanistan, Tadzjikistan, Kirgizistan och Xinjiang i nordvästra Kina.